# Хайме Фернандес (веслувальник)
Хайме Фернандес (англ. Jaime Fernandez, 4 квітня 1971) — австралійський академічний веслувальник.
Срібний призер Олімпійських Ігор 2000 року в складі вісімки, учасник 1992, 1996 років.
Чемпіон Співдружності 1994 року в складі розпашної четвірки зі стерновим.